# Downary-Plac
Downary-Plac ist ein Dorf der Stadt-und-Land-Gemeinde (gmina miejsko-wiejska) Goniądz im Powiat Moniecki in der Woiwodschaft Podlachien, Polen.

## Geographische Lage
Downary-Plac liegt etwa fünf Kilometer von Goniądz, sieben Kilometer von Mońki und 48 Kilometer von Białystok entfernt.

## Geschichte
Von 1975 bis 1998 gehörte Downary-Plac zur Woiwodschaft Łomża.

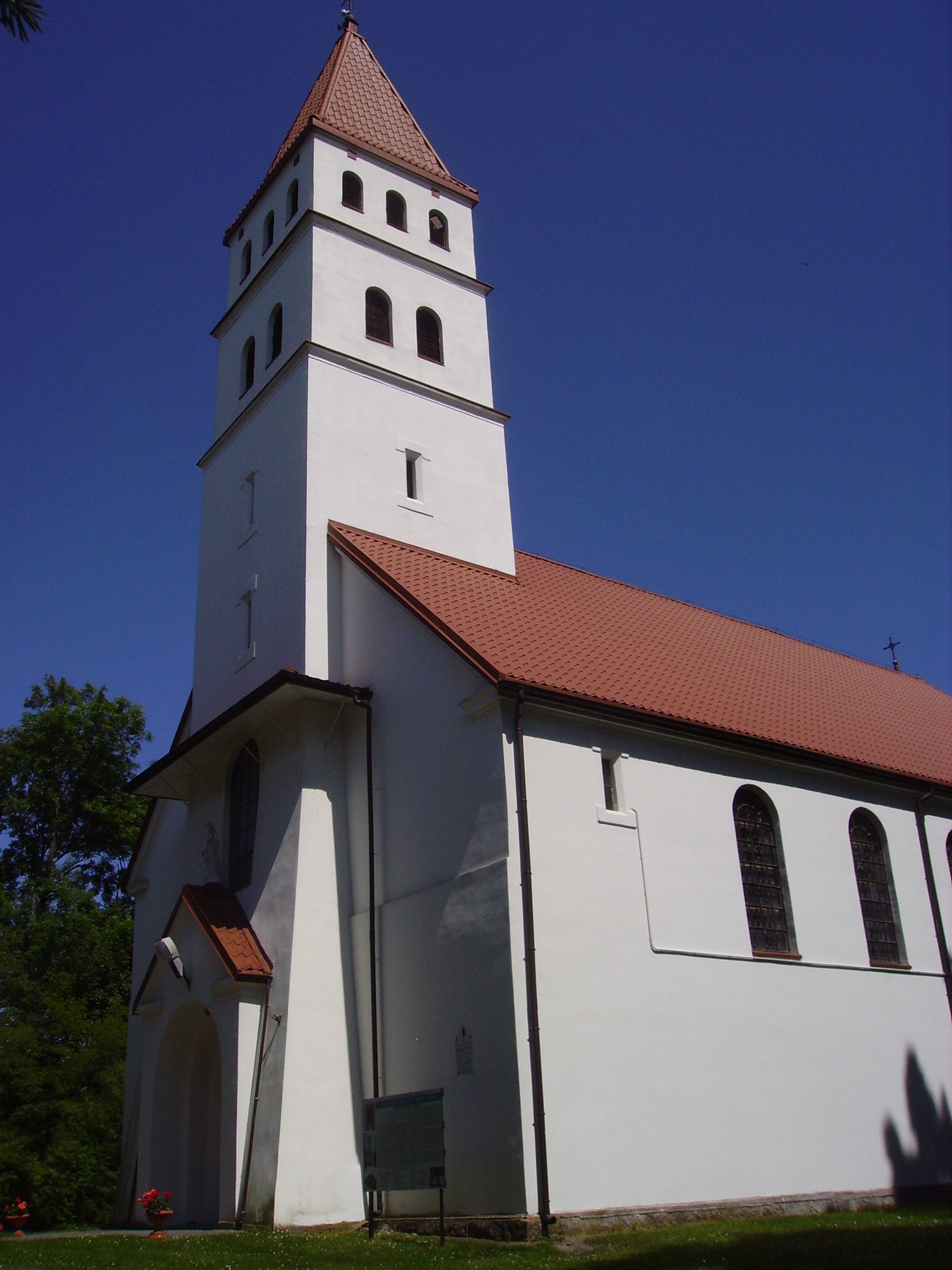
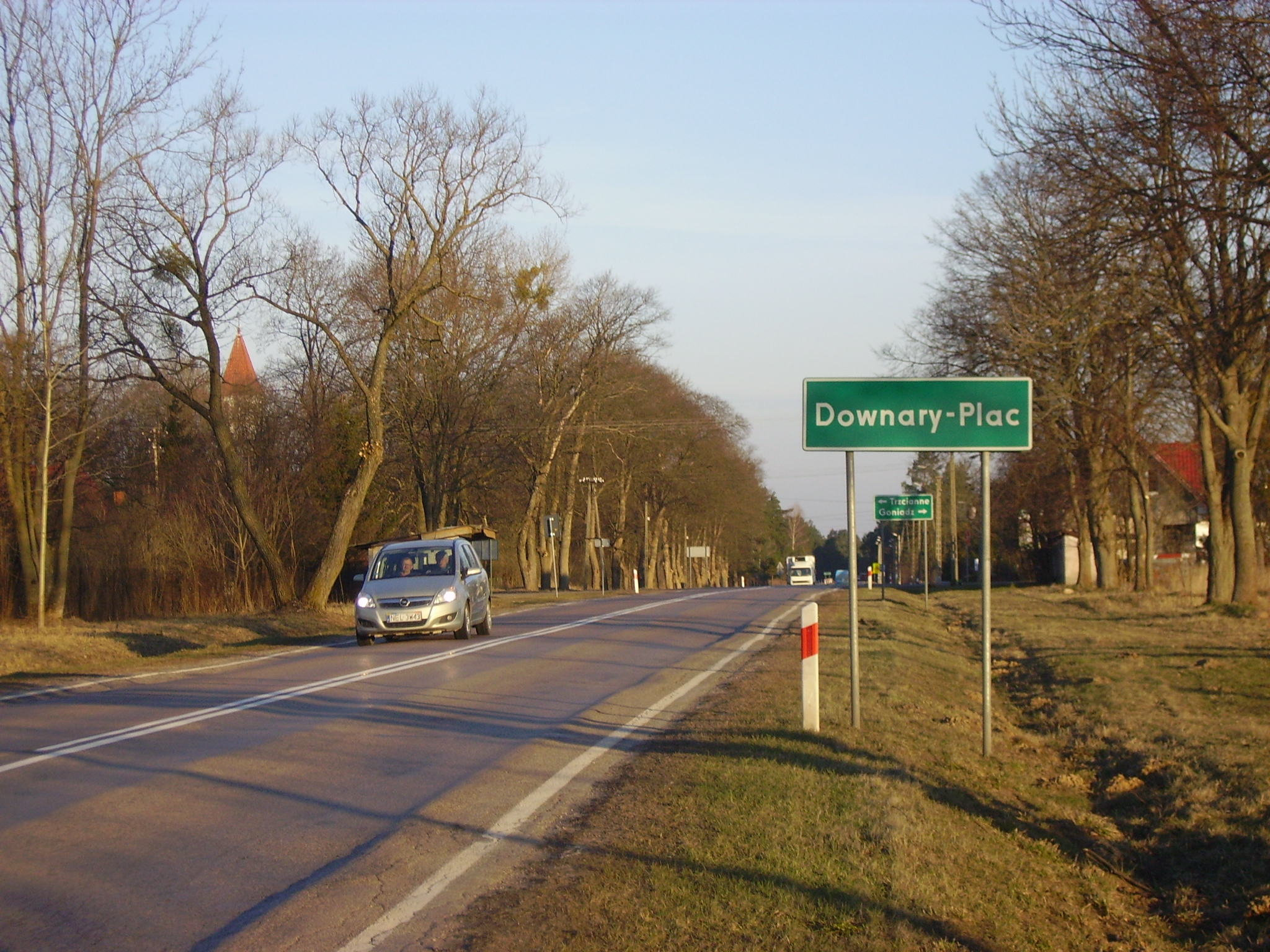
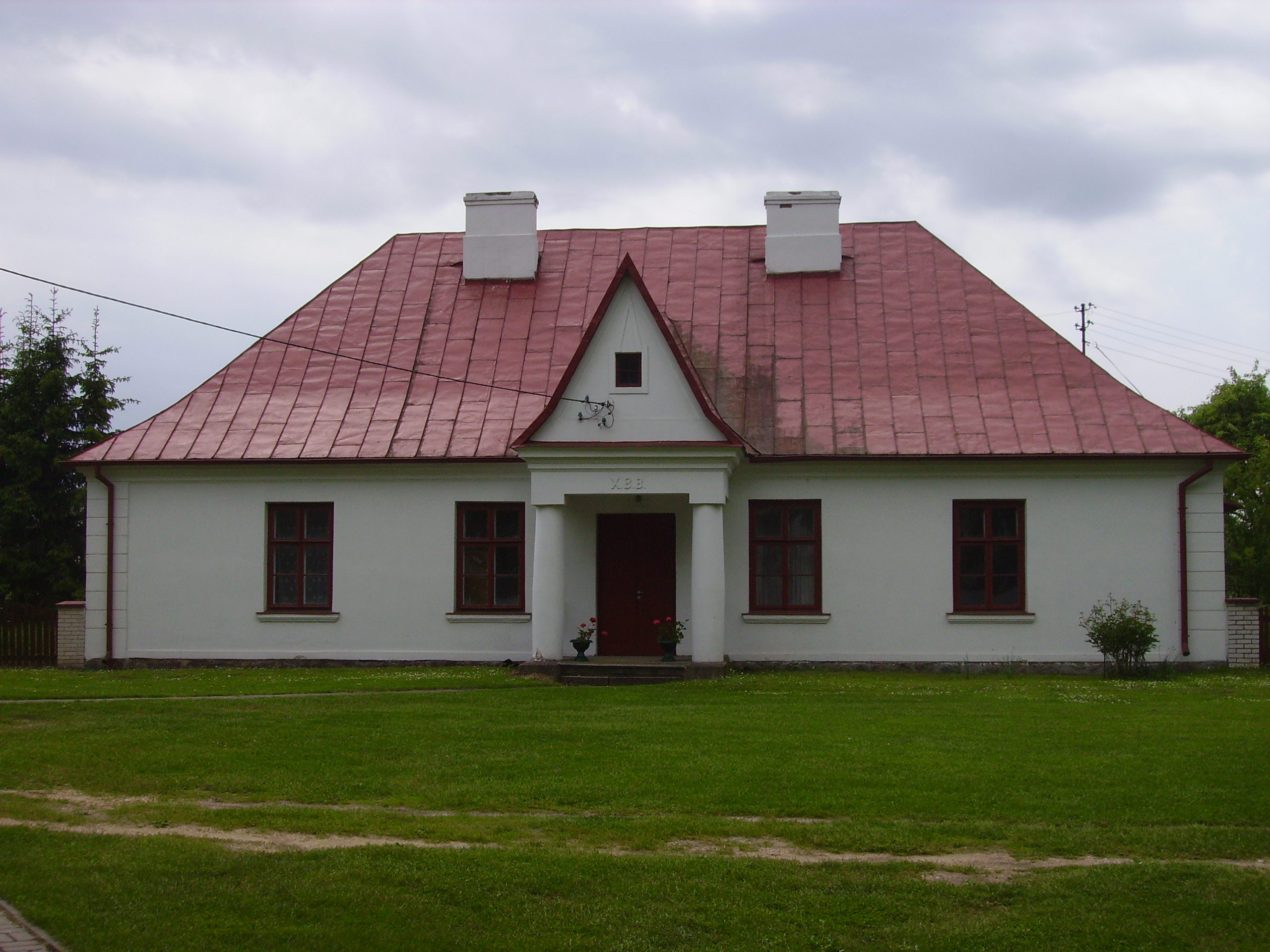
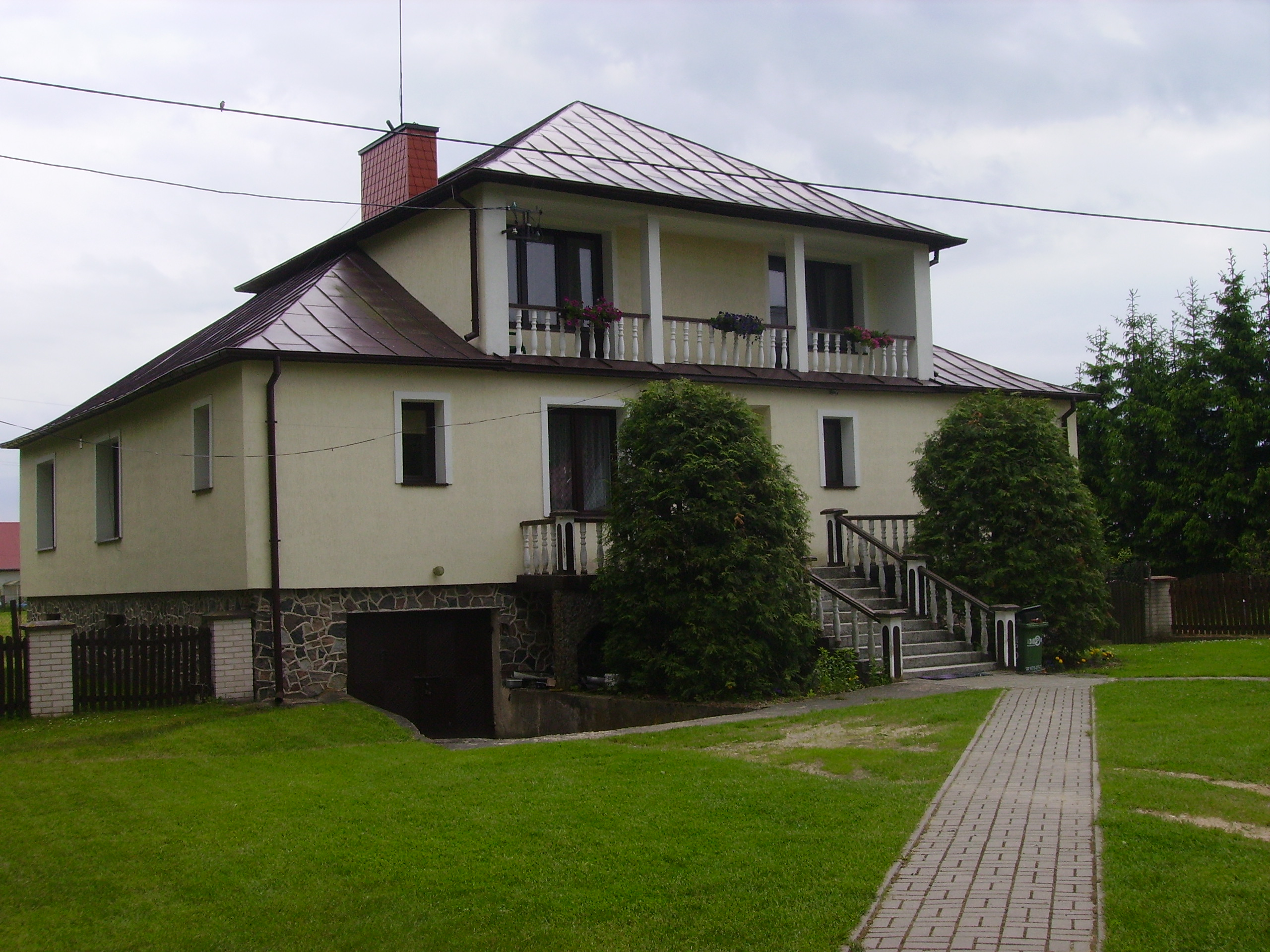
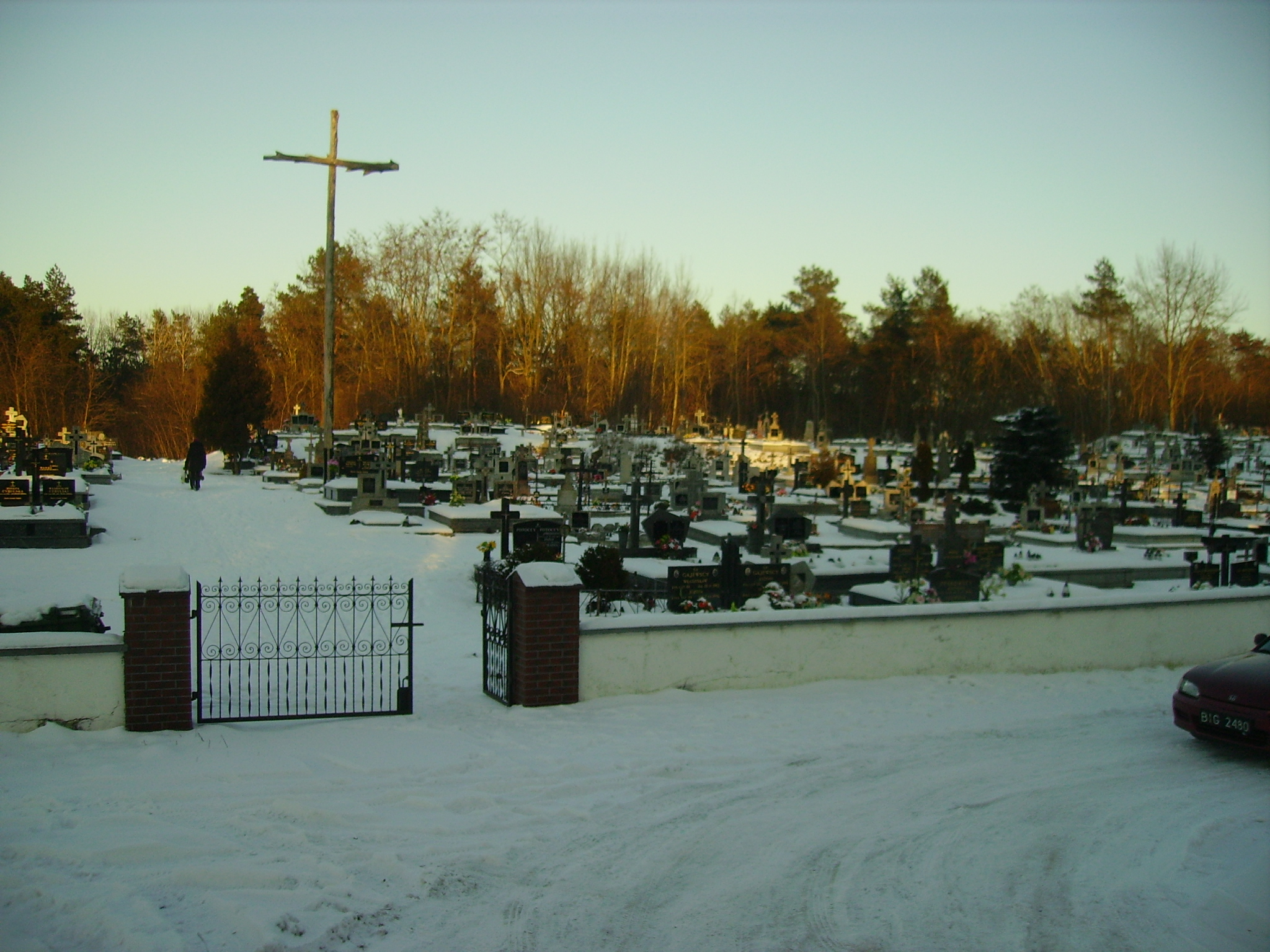